# Luigi V d'Assia-Darmstadt
Luigi V d'Assia-Darmstadt (Darmstadt, 24 settembre 1577 – 27 luglio 1626) fu Langravio d'Assia-Darmstadt dal 1596 al 1626.

## Biografia
Nato nel 1577, Luigi era figlio di Giorgio I d'Assia-Darmstadt, e della sua prima moglie, Maddalena di Lippe, figlia di Bernardo VIII di Lippe.

## Regno
Dopo la morte di suo padre, Luigi e i suoi fratelli furono infeudati con l'Assia-Darmstadt nel 1597 dall'imperatore Rodolfo II. Poco dopo, assunse il governo dopo aver dimesso finanziariamente i suoi fratelli. Nel 1600 acquista dal conte di Ysenburg i territori di Kelsterbach con Mörfelden e Langen, promesso dall'imperatore dopo lunghe controversie con la famiglia Ysenburg.
Luigi era un eccezionale cacciatore, ma mantenere la sua corte era molto costoso e aveva sempre bisogno di denaro.

### Assia-Marburgo
Dopo la morte senza figli di Luigi IV, Luigi V ereditò metà dell'Assia-Marburgo nel 1604. A causa delle riforme calviniste del Langravio Maurizio d'Assia-Kassel, che aveva ereditato l'altra metà dell'Assia-Marburgo, che contraddiceva alla volontà di Luigi IV, Luigi V sollevò una rivendicazione su tutta l'Assia-Marburgo. Durante la Guerra dei Trent'anni questo portò a gravi controversie tra l'evangelico Luigi V, che era tuttavia dalla parte dell'imperatore, e Maurizio, che era dalla parte dei protestanti. Luigi riuscì a mantenere neutrale l'Assia-Darmstadt all'inizio della guerra, ma si alleò dopo l'invasione di Cristiano di Brunswick nell'Alta Assia nel 1621 con l'imperatore. Come risultato della battaglia di Wimpfen nel 1622, che l'imperatore riuscì a vincere, Luigi V ricevette tutta l'Assia-Marburgo per la sua lealtà. Durante questi scontri, Luigi fu brevemente catturato dai protestanti nel 1622. L'Assia-Darmstadt soffrì grandemente della vendetta degli svedesi nel corso del conflitto.

### Università di Gießen
Dopo che il Langravio Maurizio d'Assia-Kassel aveva introdotto il Calvinismo all'Università di Marburgo nel 1605, alcuni teologi luterani lasciarono l'università e andarono a Gießen. Fino all'ottenimento del brevetto imperiale per un'università, nel 1605 fu fondato un “Ginnasio illustre” (illustre et principale Gymnasium Gissense) con annesso “Pedagogium”. Il 19 maggio 1607 l'imperatore Rodolfo II concesse il brevetto universitario a Praga. Il "Ginnasio illustre" divenne l '"Academia Gissena" (poi Ludoviciana). La scuola latina (la pedagogia) vive ancora oggi nel Landgraf-Ludwigs-Gymnasium.
Al Reichstag di Ratisbona del 1623, fu l'unico principe che, insieme all'imperatore, votò duri decreti contro l' Unione protestante e l'Elettore Palatinato. Durante l'assedio del castello di Rheinfels, Luigi morì all'età di 49 anni nella Niedergrafschaft Katzenelnbogen .

## Matrimonio
Sposò, il 14 giugno 1598 a Berlino, Maddalena di Brandeburgo (1582-1616), figlia dell'elettore Giovanni Giorgio di Brandeburgo. Ebbero dodici figli:
- Elisabetta Maddalena (23 aprile 1600-9 giugno 1624), sposò Ludovico Federico di Württemberg-Mömpelgard;
- Anna Eleonora di Assia-Darmstadt (30 luglio 1601–6 maggio 1659), sposò Giorgio di Brunswick-Lüneburg;
- Maria (1602-1610);
- Sofia Agnese (12 gennaio 1604–8 settembre 1664), sposò Giovanni Federico del Palatinato-Sulzbach-Hilpoltstein;
- Giorgio (17 marzo 1605–11 giugno 1661);
- Giuliana (14 aprile 1606–15 gennaio 1659), sposò Ulrico II della Frisia orientale;
- Amalia (20 giugno 1607–11 settembre 1627);
- Giovanni (17 giugno 1609–1 aprile 1651), Langravio d'Assia-Braubach;
- Enrico (1 aprile 1612–21 ottobre 1629);
- Edvige (22 giugno 1613-2 marzo 1614);
- Luigi (12 settembre 1614–16 settembre 1614);
- Federico (28 febbraio 1616–19 febbraio 1682), cardinale di Santa Romana Chiesa.

Luigi v ebbe un figlio illegittimo:
- Ludwig von Hörnigk (1600–1667)

## Morte
Luigi V morì il 27 luglio 1626 nei pressi del castello di Rheinfels.
Nel 1722, Johann Georg Liebknecht, un astronomo dell'Università di Gießen, scoprì una stella a cui diede il nome, pensando fosse un pianeta, Sidus Ludoviciana dal nome di Ludovico Sidus Ludoviciana.

## Ascendenza
|                               |                   |                                 | Genitori                          |  |  | Nonni |  |  | Bisnonni             |  |  | Trisnonni           |  |
|                               |                   |                                 |                                   |  |  |       |  |  | Guglielmo II d'Assia |  |  | Ludovico II d'Assia |  |
|                               |                   |                                 |                                   |  |  |       |  |  | Guglielmo II d'Assia |  |  | Ludovico II d'Assia |  |
|                               |                   | Matilde di Württemberg-Urach    |                                   |  |  |       |  |  | Guglielmo II d'Assia |  |  |                     |  |
| Filippo I d'Assia             |                   |                                 |                                   |  |  |       |  |  | Guglielmo II d'Assia |  |  |                     |  |
|                               |                   | Anna di Meclemburgo-Schwerin    | Magnus II di Meclemburgo-Schwerin |  |  |       |  |  |                      |  |  |                     |  |
|                               |                   | Anna di Meclemburgo-Schwerin    | Magnus II di Meclemburgo-Schwerin |  |  |       |  |  |                      |  |  |                     |  |
|                               |                   | Anna di Meclemburgo-Schwerin    | Sofia di Pomerania-Wolgast        |  |  |       |  |  |                      |  |  |                     |  |
| Giorgio I d'Assia-Darmstadt   |                   | Anna di Meclemburgo-Schwerin    |                                   |  |  |       |  |  |                      |  |  |                     |  |
|                               |                   | Federico I di Sassonia          | Federico III di Meißen            |  |  |       |  |  |                      |  |  |                     |  |
|                               |                   | Federico I di Sassonia          | Federico III di Meißen            |  |  |       |  |  |                      |  |  |                     |  |
|                               |                   | Federico I di Sassonia          | Caterina di Henneberg             |  |  |       |  |  |                      |  |  |                     |  |
| Caterina di Sassonia          |                   | Federico I di Sassonia          |                                   |  |  |       |  |  |                      |  |  |                     |  |
|                               |                   | Caterina di Brunswick-Lüneburg  | Enrico IV di Brunswick-Lüneburg   |  |  |       |  |  |                      |  |  |                     |  |
|                               |                   | Caterina di Brunswick-Lüneburg  | Enrico IV di Brunswick-Lüneburg   |  |  |       |  |  |                      |  |  |                     |  |
|                               |                   | Caterina di Brunswick-Lüneburg  | Caterina di Pomerania-Wolgast     |  |  |       |  |  |                      |  |  |                     |  |
| Luigi V d'Assia-Darmstadt     |                   | Caterina di Brunswick-Lüneburg  |                                   |  |  |       |  |  |                      |  |  |                     |  |
|                               | Simone V di Lippe | Bernardo VII di Lippe           |                                   |  |  |       |  |  |                      |  |  |                     |  |
|                               | Simone V di Lippe | Bernardo VII di Lippe           |                                   |  |  |       |  |  |                      |  |  |                     |  |
|                               | Simone V di Lippe | Anna di Holstein-Pinneberg      |                                   |  |  |       |  |  |                      |  |  |                     |  |
| Bernardo VIII di Lippe        | Simone V di Lippe |                                 |                                   |  |  |       |  |  |                      |  |  |                     |  |
|                               |                   | Maddalena di Mansfeld-Mittelort | …                                 |  |  |       |  |  |                      |  |  |                     |  |
|                               |                   | Maddalena di Mansfeld-Mittelort | …                                 |  |  |       |  |  |                      |  |  |                     |  |
|                               |                   | Maddalena di Mansfeld-Mittelort | …                                 |  |  |       |  |  |                      |  |  |                     |  |
| Maddalena di Lippe            |                   | Maddalena di Mansfeld-Mittelort |                                   |  |  |       |  |  |                      |  |  |                     |  |
|                               |                   | Filippo III di Waldeck          | Filippo II di Waldeck             |  |  |       |  |  |                      |  |  |                     |  |
|                               |                   | Filippo III di Waldeck          | Filippo II di Waldeck             |  |  |       |  |  |                      |  |  |                     |  |
|                               |                   | Filippo III di Waldeck          | Caterina di Solms-Lich            |  |  |       |  |  |                      |  |  |                     |  |
| Caterina di Waldeck-Eisenberg |                   | Filippo III di Waldeck          |                                   |  |  |       |  |  |                      |  |  |                     |  |
|                               |                   | Anna di Kleve                   | Giovanni II di Kleve              |  |  |       |  |  |                      |  |  |                     |  |
|                               |                   | Anna di Kleve                   | Giovanni II di Kleve              |  |  |       |  |  |                      |  |  |                     |  |
|                               |                   | Anna di Kleve                   | Matilde d'Assia                   |  |  |       |  |  |                      |  |  |                     |  |
|                               |                   | Anna di Kleve                   |                                   |  |  |       |  |  |                      |  |  |                     |  |